# Сатурналії Біонді
Сатурна́лії Біо́нді — скульптурна група митця з Італії Ернесто Біонді, створена на тему давньоримського свята Сатурналій.

## Історичні сатурналії і опис твору
Сатурналії — свята на честь бога Сатурна, встановлені в Римі наприкінці V ст. до н. е. на спогад про Золотий вік, який, нібито, був на землі за урядування цього бога. Сатурналії починалися 17 грудня і тривали 3 дні (від часу імператора Доміціана — 5 днів). Це було свято згоди й кумедної рівності, коли суспільну ієрархію порушували, а гнобителі і пригноблені на день ставали рівними. Сатурналії були найпопулярнішими римськими святами з бенкетами і галасом, притаманним сучасним карнавалам. Наприкінці XIX століття до теми сатурналій звернувся італійський скульптор Ернесто Біонді (1855 — 1917),  який створив скульптурну групу в десять осіб, що уособлювали різні прошарки давньоримського суспільства — від аристократа і гладіатора — до раба і куртизанки. Фігури подані у повний зріст, веселі і вкрай захоплені розгульним святом. Натовп готовий і танцювати, і співати хвацьких пісень, і зло жартувати над нетверезими, що вже не здатні стояти на ногах. 1899 року скульптурна група виїхала з ливарної майстерні. 1900 року скульптурна група Біонді була представлена на Паризькій виставці.

## Судове розслідування
Скульптурну групу Біонді сприйняли неоднозначно, а критик зі Сполучених Штатів Лорадо Тафт — несхвально. Тим не менше  «Сатурналії» привезли в місто Нью-Йорк, а потім виставили для продажі в Буффало на території виставки «Венеція в Америці». Скульптуру не придбали і її перевезли до Музею мистецтва Метрополітен, де планували виставити в залі скульптури. Рада опікунів музею Метрополітен визнала скульптурну групу Біонді  вкрай аморальною і наказала вивезти твір геть. Ображений скульптор подав позив до суду на музей з виплатою собі компенсації в 200.000 доларів за порушення контракту використання. Але американський суд став на бік Ради опікунів музею Метрополітен, бо без їх ухвалення директор музею не має прав укладати юридичні угоди з будь-яким митцем.
Скульптура була повернута в Італію. Нині її експонує Національна галерея сучасного мистецтва в Римі.